# Miyazya-27-Denkmal
Das Miyazya-27-Denkmal oder Siegesdenkmal oder Arat-Kilo-Denkmal ist ein Denkmal zum Gedenken an die Befreiung Äthiopiens von der italienischen Besatzung. Es liegt im Zentrum des Miyazya-27-Platzes in Addis Abeba, der Hauptstadt von Äthiopien.

## Geschichte
Das Denkmal mit dem Namen Miyazya 27 in Anlehnung an das Datum des äthiopischen Kalenders (entspricht dem 5. Mai des Gregorianischen Kalenders), an dem Haile Selassie 1941 nach genau fünf Jahren italienischer Besatzung triumphierend nach Addis Abeba zurückkehrte, wurde 1944 im Beisein des Kaisers eingeweiht.
Seitdem legte der Kaiser jedes Jahr am 5. Mai einen Blumenkranz am Fuß der Statue nieder, nachdem er an einer religiösen Veranstaltung in der Kirche des Erlösers der Welt teilgenommen hatte.
Nach dem Putsch, der 1974 die kommunistische Militärjunta des Derg an die Macht brachte, wurde das Relief auf der Südostseite, das Hailé Selassie mit der äthiopischen Flagge darstellt, verändert und das Gesicht des Kaisers in das eines Guerillas verwandelt. Das Datum wurde ebenfalls auf den 6. April verschoben, in Anspielung auf den Tag im Jahr 1941, an dem britische, südafrikanische und nigerianische Truppen unter der Führung von General Alan Cunningham in Addis Abeba einmarschierten. Nach dem Sturz des Regimes wurden das Denkmal und das Datum wieder in ihren vorherigen Zustand versetzt.
Am 15. März 2016 legte der Präsident der Italienischen Republik Sergio Mattarella anlässlich des Staatsbesuchs in Äthiopien einen Blumenkranz am Fuße des Denkmals nieder, um an die Gräueltaten der Italiener während der Besatzungsjahre zu erinnern.

## Beschreibung
Das Denkmal besteht aus einem zylindrischen Sockel, der mit Gravuren verziert ist und von 4 massiven Säulen getragen wird, die mit Reliefs verziert sind. Darauf steht ein Obelisk als Symbol der Axum-Stele, gekrönt von einer Statue, die den Löwen von Juda darstellt.
Die Nordwestseite ist den Arbegnuoc gewidmet, die gegen die italienische Besatzung kämpften; die Nordostseite erinnert an die Patrioten, die in den Kämpfen gefallen sind; die Südostseite ehrt Kaiser Haile Selassie, indem sie seine Rolle im Befreiungsprozess des Landes hervorhebt; die Südwestseite schließlich erinnert an die Äthiopier, die während des faschistischen Regimes ins Ausland ausgewandert sind.
Aufgrund seiner Nähe zum Palast von Menelik II., der Residenz des äthiopischen Premierministers, und zum Parlamentsgebäude wird das Arat Kilo häufig als Metonymie für die äthiopische Regierung verwendet.